# Drei-Pagoden-Pass
Der Drei-Pagoden-Pass (Thai: ด่านเจดีย์สามองค์, Aussprache: [daːn ʤedi sǎːm ʔoŋ], wörtlich: Zollhaus der Drei Chedis) ist ein Pass durch das Tenasserim-Gebirge und bildet die Grenze zwischen Thailand und Myanmar (Burma) auf einer Höhe von 282 Metern. Der Pass verbindet die thailändische Kleinstadt Wang Ka mit der birmanischen Stadt Payathonzu.

## Geschichte
Seit Tausenden von Jahren ist der Pass ein wichtiger Verkehrsweg nach Thailand. Über ihn soll der Buddhismus im 3. Jahrhundert aus Indien nach Thailand gekommen sein. Während der Ayutthaya-Periode (14. bis 18. Jahrhundert) war der Pass immer das Haupteinfallstor der birmanischen Armee. Deshalb wurden hier am Weg in den 1820er Jahren Forts errichtet. Die drei kleinen Pagoden, nach denen der Pass benannt ist, wurden höchstwahrscheinlich als ein Friedenssymbol errichtet.
Während des Zweiten Weltkriegs bauten die Japaner die Thailand-Burma-Eisenbahn über den Pass. Beim Bau missbrauchten sie Tausende von alliierten Kriegsgefangenen und Hunderttausende von asiatischen Zwangsarbeitern. Die Eisenbahnstrecke wurde durch den Film Die Brücke am Kwai weltberühmt. Nach dem Krieg wurde die Strecke teilweise abgebaut. Nach dem Zweiten Weltkrieg wurde der Pass lange Zeit von Mon-Rebellen gehalten. Bis 1990 befand sich das Hauptquartier der Mon National Liberation Army (MNLA) in der Nähe des Passes. Heute wird der Pass von der birmanischen Regierung kontrolliert.
Auch heute noch wird an dem Pass gelegentlich gekämpft. Neben der MNLA operieren die Karen National Union und die Monland Restoration Army in der Gegend um den Pass. Auf thailändischer Seite ist die Grenzpolizei (Border Patrol Police) für die Sicherheit zuständig.
In den letzten Jahren hat sich der Drei-Pagoden-Pass zu einem beliebten Ausflugsziel entwickelt. Wenn die Grenze offen ist, kann man einen Tagesausflug für etwa sieben Euro (Tagesvisum) nach Myanmar unternehmen.